# Tasiemiec kręćkowy
Tasiemiec kręćkowy (Taenia multiceps) – gatunek tasiemca (Cestoda) z rzędu Cyclophyllidea. Pasożyt wewnętrzny psa domowego i innych psowatych, wywołujący chorobę zwaną cenurozą (łac. coenurosis). Jest gatunkiem kosmopolitycznym, występującym głównie w rejonach hodowli owiec. Dojrzały osobnik dorasta do 1 metra długości i 3–5 mm szerokości. Jego taśma (strobila) składa się z 200–250 proglotydów (członów). Gruszkowata główka (scolex) ma cztery mięsiste przyssawki oraz podwójny wieniec 22–32 haczyków. Macica w proglotydach macicznych ma 18–26 prawie równoległych odgałęzień.
Formą inwazyjną dla żywiciela ostatecznego (pies) jest cerkoid typu cenur (coenurus), rozmnażający się bezpłciowo (wegetatywnie). Zakażenie następuje drogą pokarmową. Pasożyt dojrzewa w jelicie cienkim przez 8–72 dni, po których jego proglotydy maciczne są wydalane wraz z kałem, a następnie dostają się do organizmu żywiciela pośredniego (owca, koza domowa, muflon śródziemnomorski, rzadziej inni roślinożercy lub wszystkożercy). Znane są także pojedyncze przypadki z Europy, Afryki, Ameryki Południowej, USA i Australii, w których człowiek był żywicielem przypadkowym tego pasożyta. W organizmie żywiciela pośredniego (lub przypadkowego) onkosfery uwalniają się z proglotydów, a następnie wędrują do mózgowia lub rdzenia przedłużonego, gdzie przekształcają się w cenur, który osiąga pełną dojrzałość w 2–3 miesiące.
Cenurioza jest przyczyną trzęsawki (kołowacizny) u zakażonych zwierząt. Pierwsze objawy (zależne w dużej mierze od lokalizacji cenura w mózgowiu) pojawiają się zwykle po kilku latach od zakażenia i generalnie przypominają objawy guza mózgu. Zwykle obserwuje się również większą ilość komórek oraz białek w płynie mózgowo-rdzeniowym. Leczenie cenuriozy polega na chirurgicznym usunięciu pasożyta.